# Gravity Recovery and Interior Laboratory
Gravity Recovery and Interior Laboratory (GRAIL) war eine Mondmission der NASA, die im Rahmen des Discovery-Programms durchgeführt wurde. Der Name spielt auf engl. (Holy) Grail = (Heiliger) Gral an.
GRAIL bestand aus zwei im September 2011 gemeinsam gestarteten Raumsonden, die zwischen Anfang 2012 und Dezember 2012 den Mond umkreisten. Ziel der Mission war die genaue Vermessung des lunaren Schwerefelds und der Schwereanomalien, um daraus Aufschlüsse auf den inneren Aufbau des Mondes zu gewinnen.

## Aufbau der Sonden
Die Mission wurde vom Jet Propulsion Laboratory geleitet. Die Sonden wurden von Lockheed Martin Space Systems basierend auf dem XSS-11-Satelliten gebaut. Die Stromversorgung erfolgte über zwei ausklappbare, aber nicht schwenkbare Solarmodule (763 W), die Lithium-Ionen-Akkumulatoren aufluden (30 Ah bei 28 V). Zur Lageregelung dienten Warmgas-Steuerdüsen und Reaktionsschwungräder. Die Daten wurden über eine S-Band-Funkverbindung an das Deep Space Network (DSN) übertragen.
Die Sonden arbeiteten, wie die GRACE-Satelliten, nach dem SST-Prinzip (Satellite-to-Satellite Tracking): Sie umrundeten den Mond auf derselben Bahn und maßen mit dem Lunar Gravity Ranging System (LGRS) mittels elektromagnetischer Wellen im Ka-Band kontinuierlich die gegenseitige Distanz. Dadurch ließen sich Unregelmäßigkeiten des Schwerefeldes mit hoher Präzision analysieren.
Als zusätzliche Nutzlast, zu Bildungszwecken für Schüler, befand sich auf jeder der beiden Sonden das Kamerasystem E/PO MoonKam mit jeweils fünf einzelnen Kameras, die Bilder von der Mondoberfläche, der Erde und den Sonden selbst übermittelten. Die Sonden wurde nach einem landesweiten Wettbewerb für Schulklassen „Ebb“ (Ebbe) und „Flow“ (Flut) benannt.

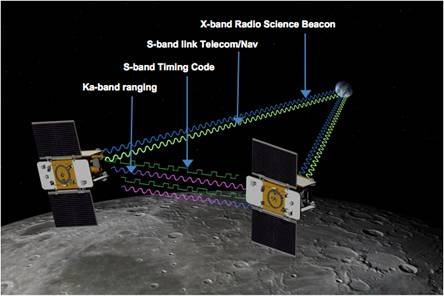
Funktionsprinzip der GRAIL-Sonden

## Missionsverlauf

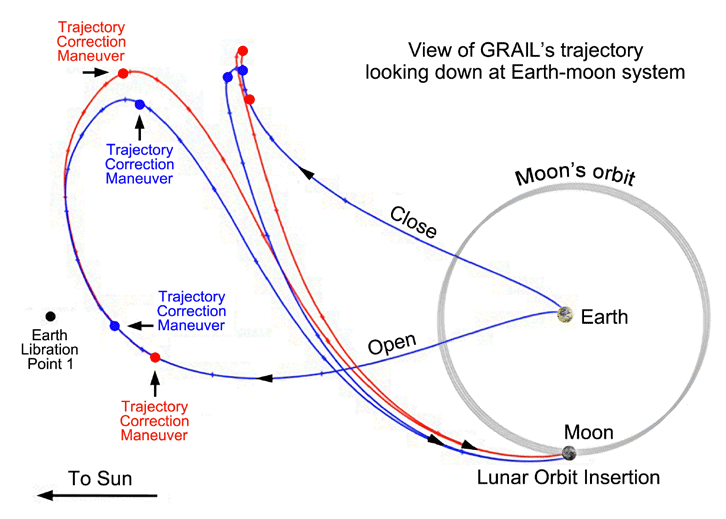
Flugbahnen zum Mond: GRAIL A: rot, GRAIL B: blau

Die beiden GRAIL-Sonden starteten zusammen auf einer zweistufigen Delta-7920H-10C-Rakete am 10. September 2011 um 13:08:52 UTC von der Cape Canaveral Air Force Station aus.
Nach dem Start erfolgte eine dreieinhalbmonatige Transferphase über den Lagrange-Punkt L1 des Erde-Sonne-Systems zum Mond, um die erforderliche Geschwindigkeitsänderung klein zu halten und andererseits die sehr niedrige Mondumlaufbahn von nur etwa 50 km Höhe möglichst exakt zu erreichen. Die Umlaufzeit der Sonden um den Mond betrug 113 Minuten. Auf dieser Höhe folgten die beiden Satelliten einander in 175 bis 225 Kilometer Abstand.

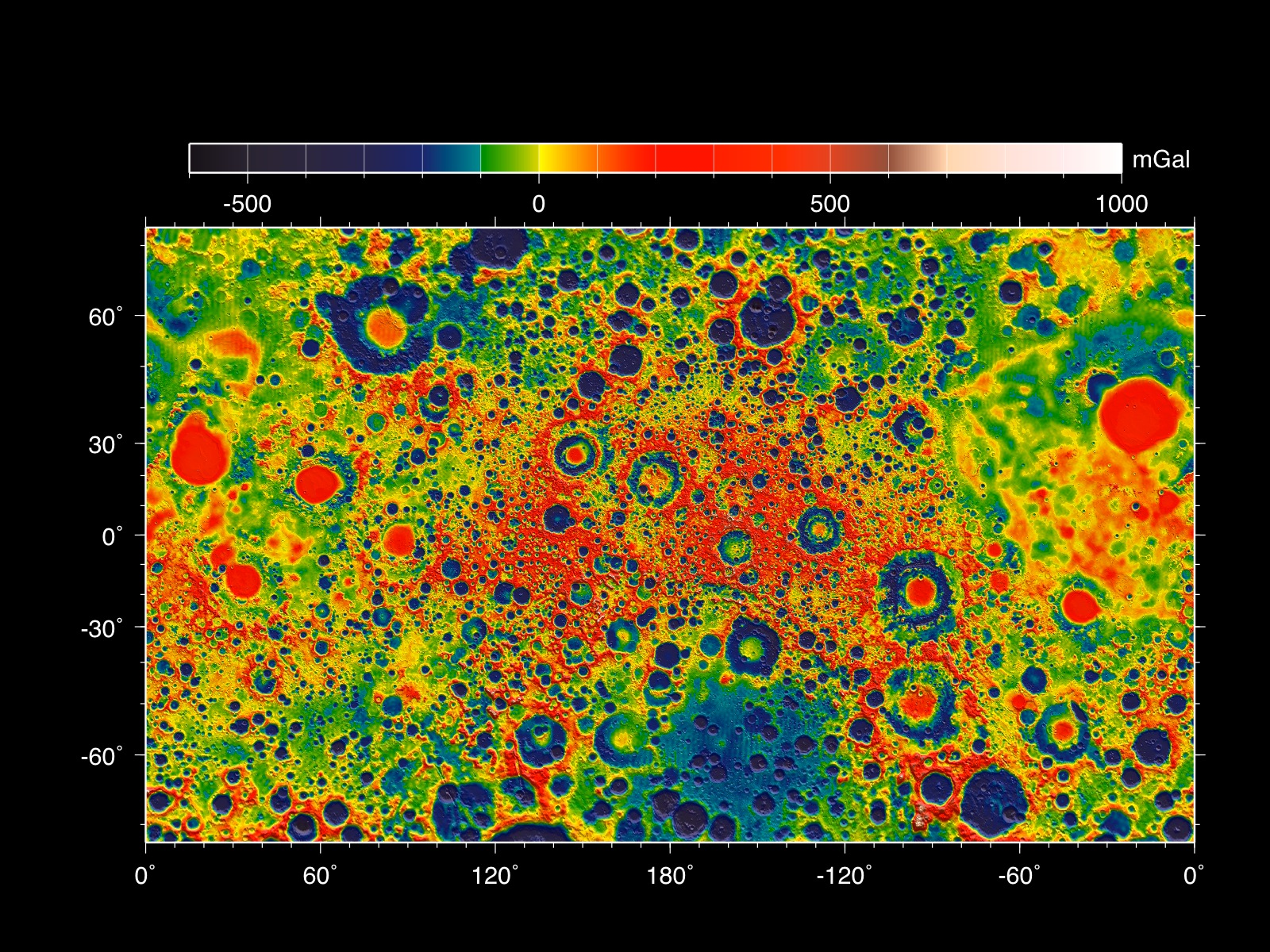
Das Gravitationsfeld des Mondes von GRAIL bestimmt.

Die eigentliche Wissenschaftsmission begann am 7. März 2012 und hatte eine Dauer von 82 Tagen. Diese war in drei Zyklen von je 27,3 Tagen gegliedert. Zweimal täglich standen die Sonden für je 8 Stunden mit dem Deep Space Network (DSN) in Verbindung und übertrugen ihre gesammelten Daten.
Nach Abschluss der primären Wissenschaftsphase wurde eine Verlängerung der Mission beschlossen, die vom 30. August bis 3. Dezember 2012 andauern sollte. Dafür verringerten die Sonden ihre Höhe auf durchschnittlich 23 Kilometer, um noch detailliertere Messungen durchführen zu können. Nach Ende der Mission im Dezember 2012 erfolgte eine fünftägige Außerdienststellungsphase, nach der die beiden Satelliten später auf dem Mond aufschlagen sollten, um einen unkontrollierten Absturz auf eventuell bedeutsame Stätten wie z. B. die Apollo-Landestellen zu vermeiden.
Beide Raumsonden kollidierten zum planmäßigen Missionsende am 17. Dezember 2012 mit einem unbenannten Berg zwischen Philolaus und Mouchez nahe dem Mondnordpol. Um 22:28:51 UTC schlug GRAIL A („Ebb“) zuerst auf der Mondoberfläche auf, eine halbe Minute später folgte GRAIL B („Flow“). Der Ort des Einschlags beider Satelliten wurde von der NASA nach der 2012 verstorbenen Astronautin Sally Ride benannt.

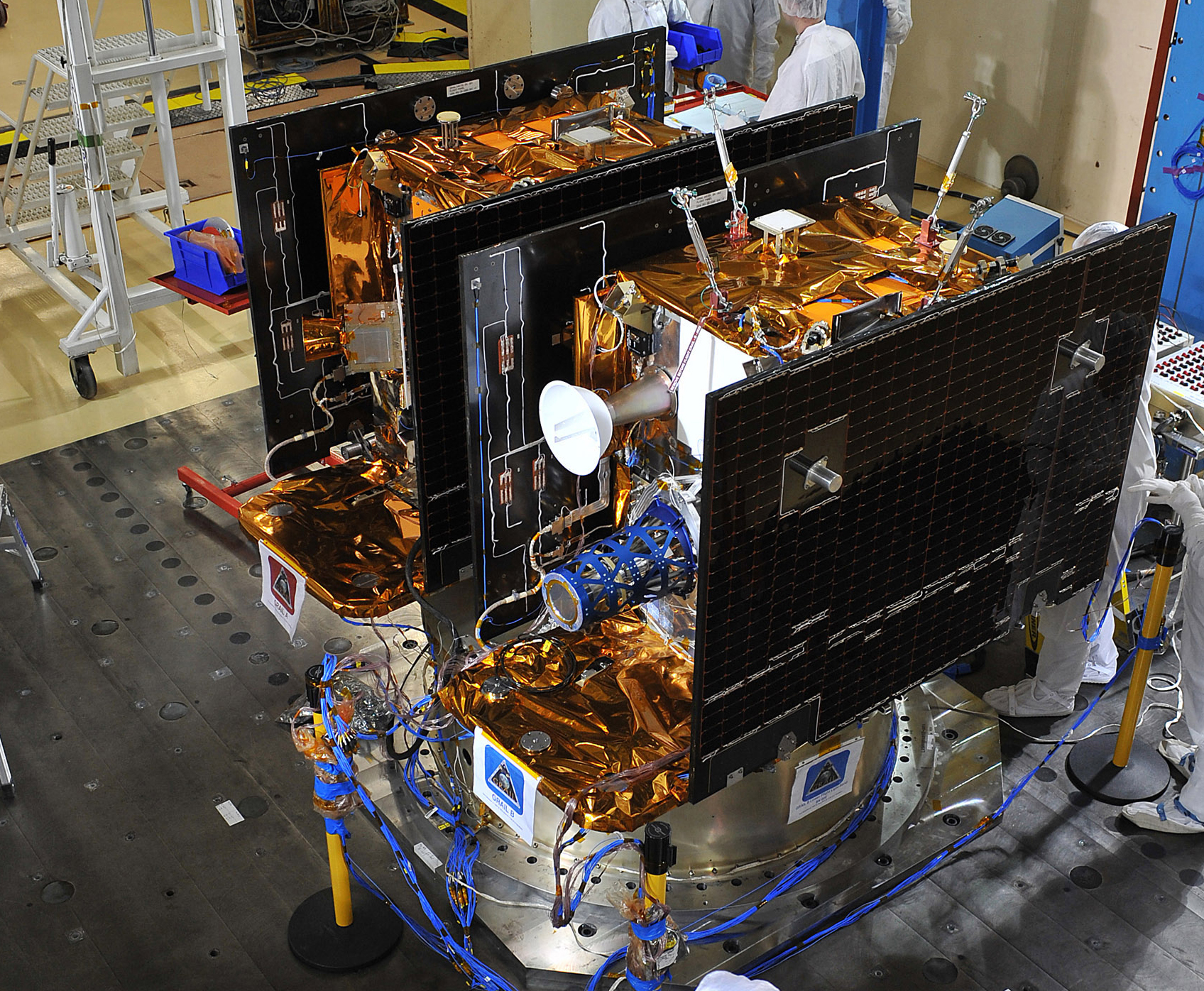
Die GRAIL-Sonden bei der Startvorbereitung
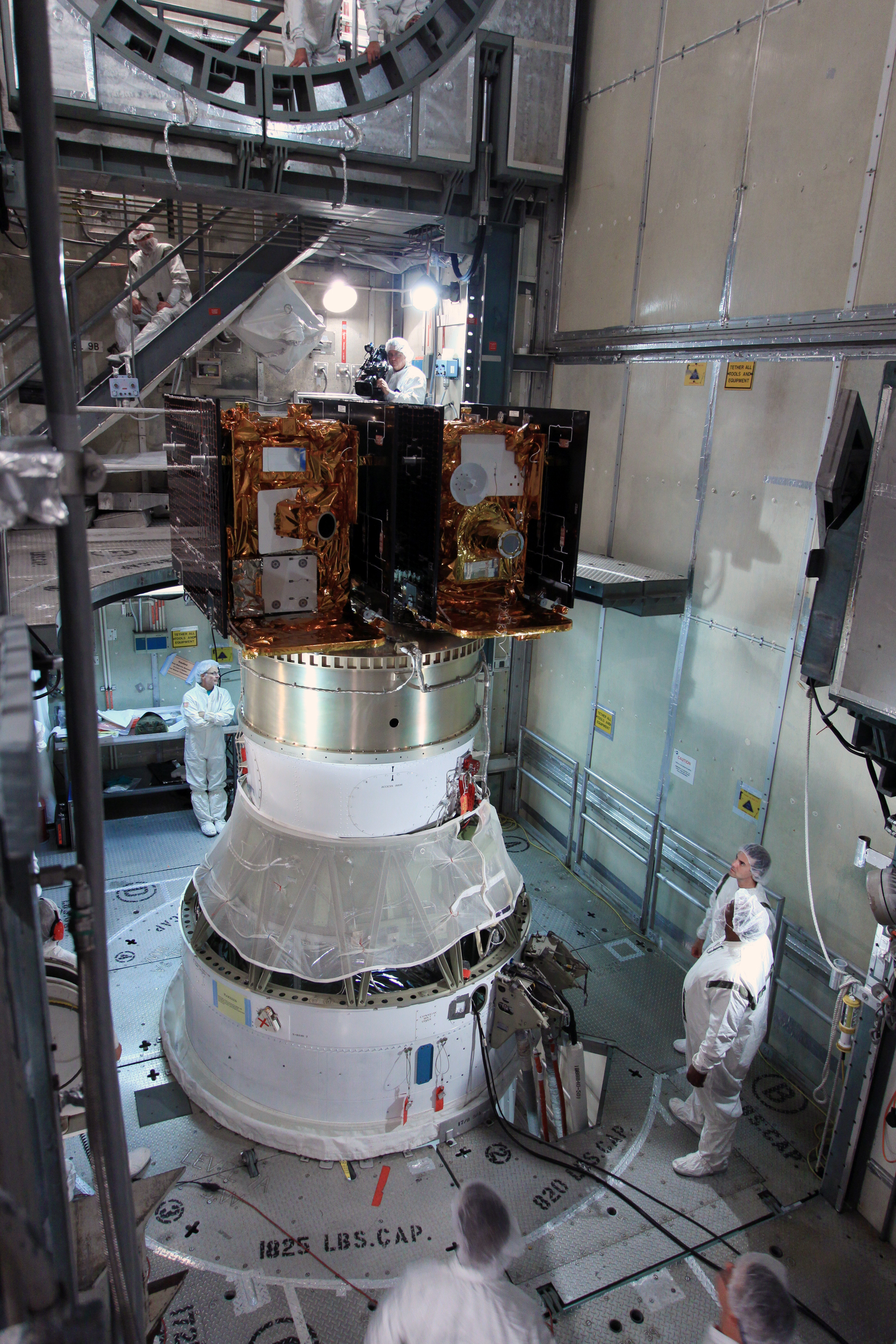
Die GRAIL-Sonden auf der Trägerrakete
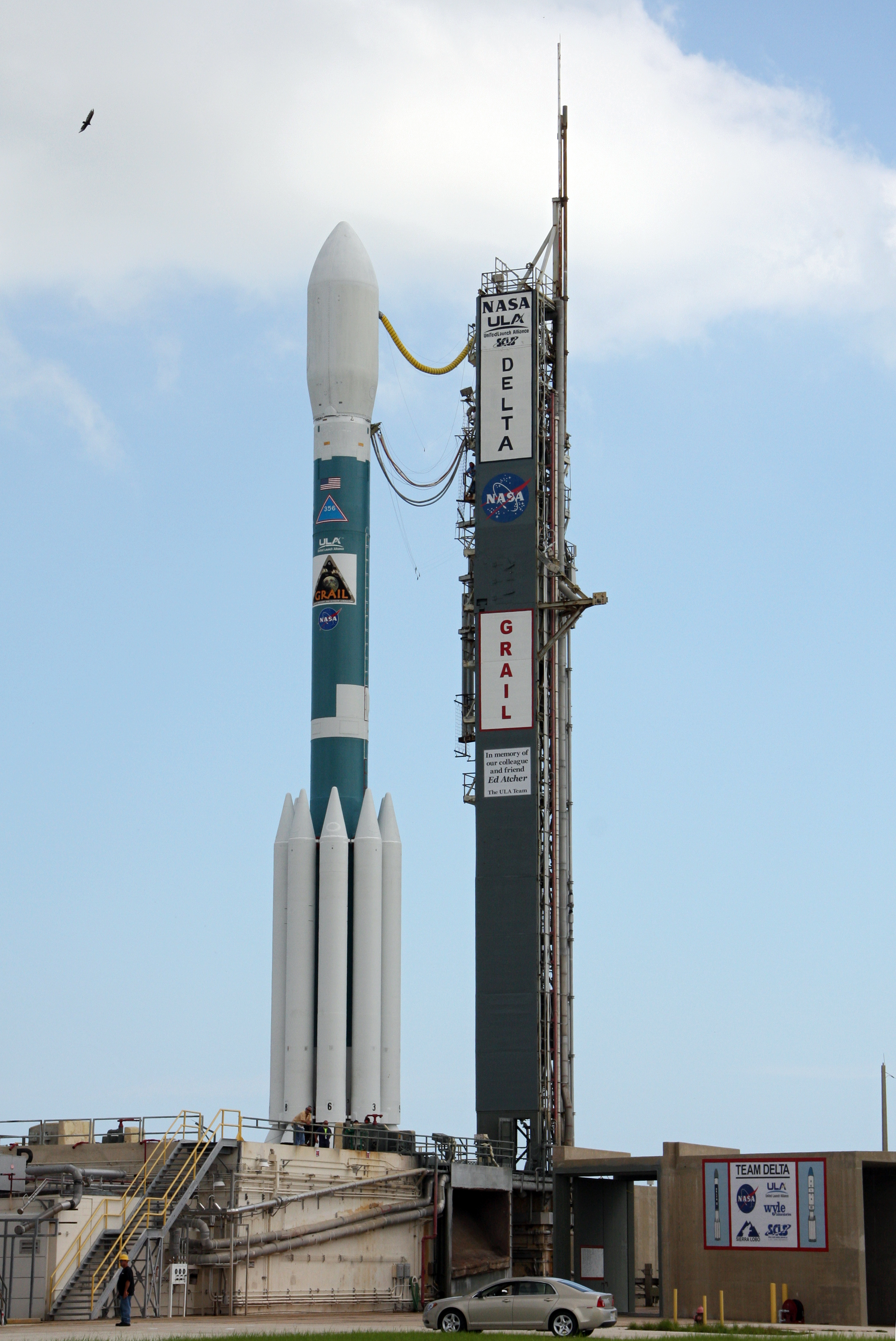
Die Delta-7920H-10C vor dem Start
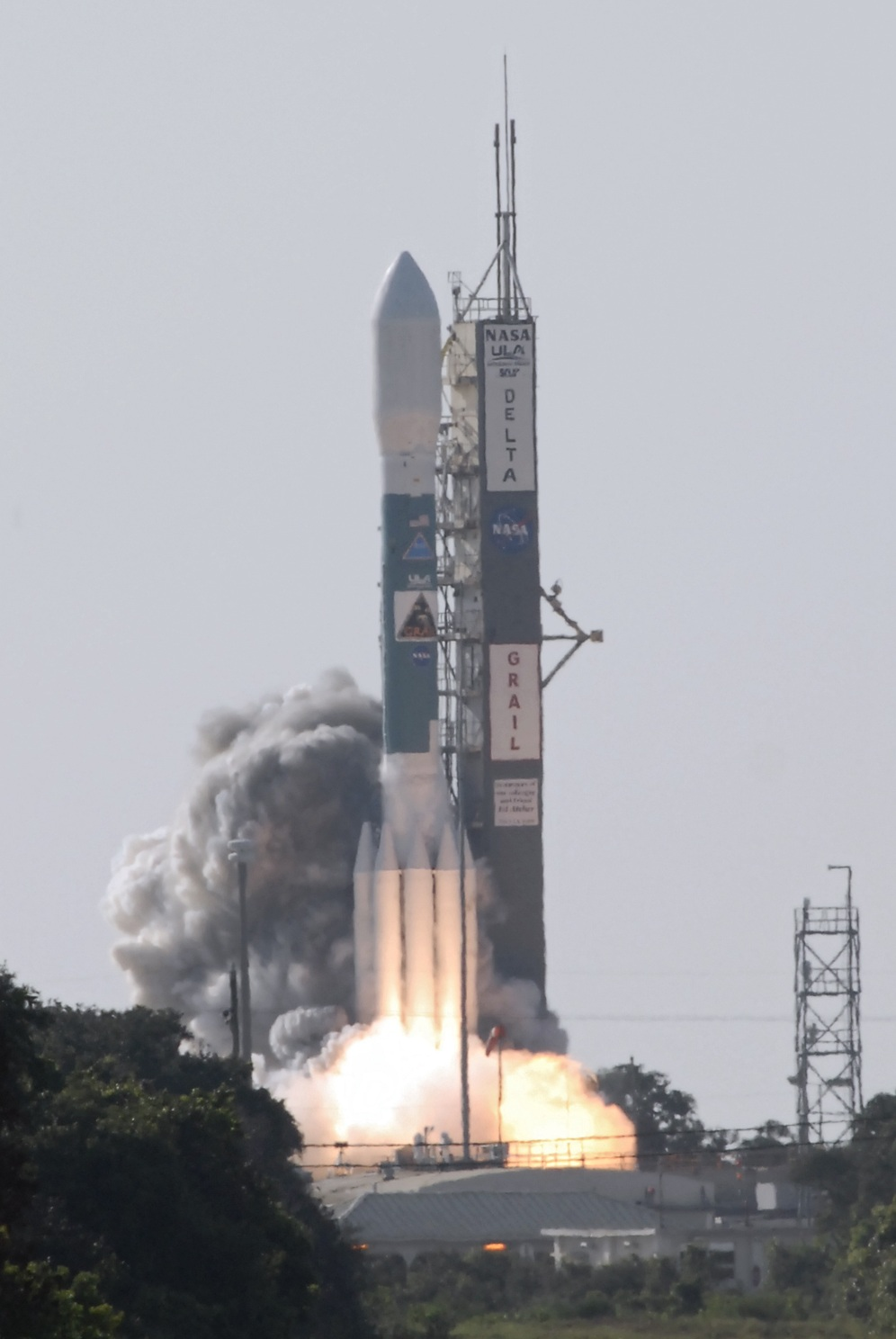
Die Delta 7920H-10C kurz vor dem Abheben
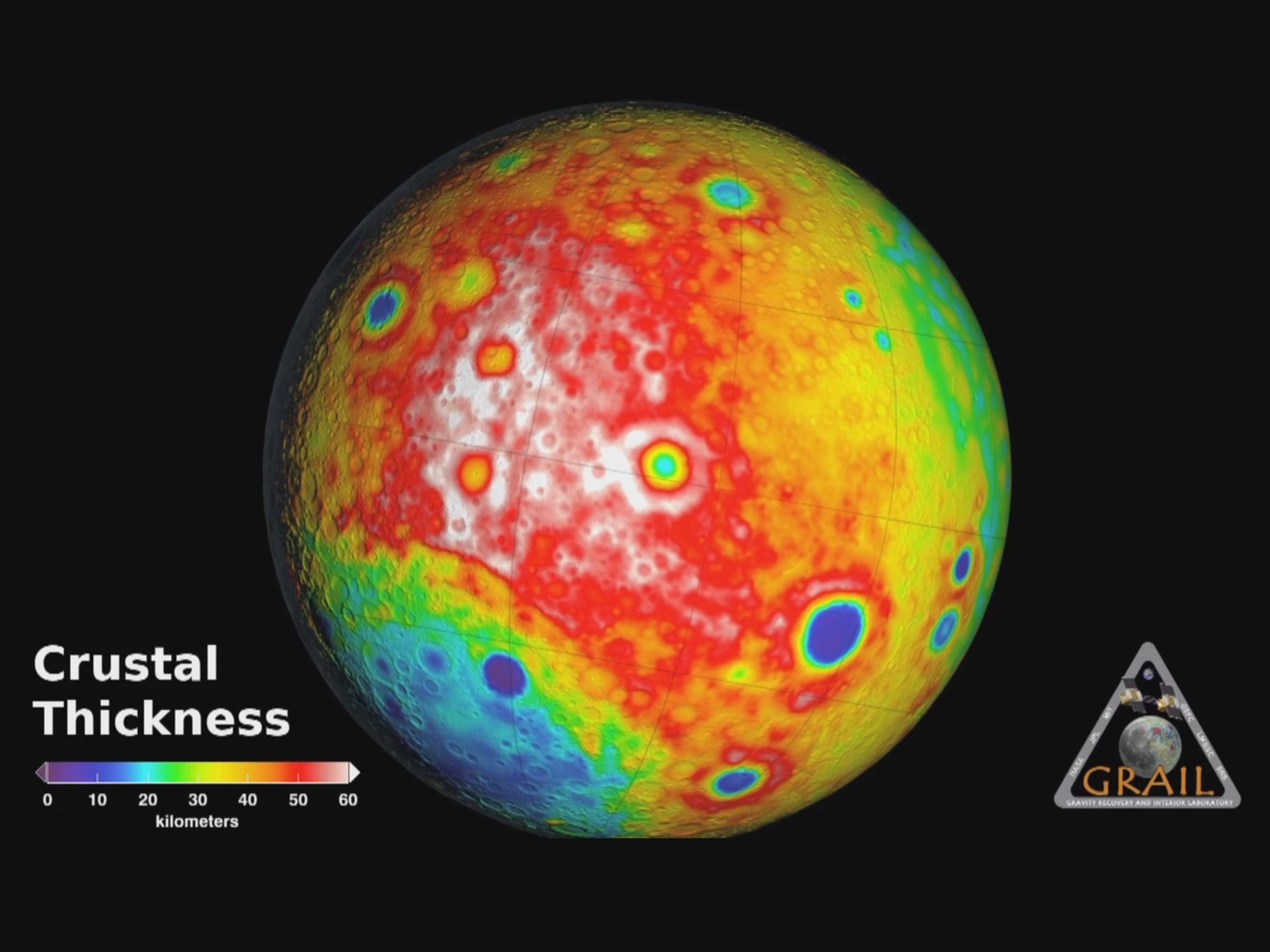
Dicke der Mondkruste

### Videos
- Parting Moon Shots from NASA's GRAIL mission. Aufnahmen der Mondrückseite im Dezember 2012, JPLnews@youtube, abgerufen am 16. Januar 2013